# Troféu Gialorosso
O Troféu II Gialorosso foi um troféu concedido ao time vitorioso em um confronto entre Santos Futebol Clube e a Roma, da Itália, no ano de 1960.

## Histórico
O Santos Futebol Clube era um time que vinha adquirindo fama devido às grandes exibições de seu elenco e de seu astro maior, Pelé. E em uma de suas excursões pela Europa enfrentou o time da Roma e apesar de começar perdendo por 2 x 0, virou o jogo e conquistou o troféu com uma vitória por 3 x 2.
O time do Santos Futebol Clube que entrou em campo nesse jogo foi: Laércio, Mauro, Zé Carlos; Calvet, Formiga e Zito; Sormani (Dorval), Mengálvio, Coutinho, Pelé e Pepe - Téc. Lula.

### Partida
| 01 de junho de 1960 | AS Roma                   | 2 - 3 | Santos FC                 | Estádio Olímpico de Roma                                   |
|                     | 30' Ghiggia · 43' Orlando |       | 72' 88' Dorval · 85' Pelé | Público: 88,000 Renda: Cr$ 12.000.000,00 Árbitro: Lo Bello |